# 朱肇煇
鲁靖王朱肇煇（1388年7月15日—1466年8月25日），明朝第二代鲁王，明太祖的孙子，鲁荒王朱檀独子，生母戈氏。著有《憑虛藳》。

## 生平
朱肇煇的嫡母是信国公汤和之女，对他的抚育教诲有度。生于洪武二十一年六月十二日（1388年7月15日），洪武二十三年五月十三日（1390年7月6日）封为世子，永乐元年三月初二日（1403年3月24日）袭封鲁王。明成祖爱重朱肇煇，车驾北巡时路过兗州，锡以诗币。
宣德初年，朱肇煇对明宣宗上言：“国长史郑昭、纪善王贞，奉职三十年矣，宜以礼致其事（退休）。”明宣宗对蹇义说：“皇祖（明成祖）称王礼贤敬士，不虚也。”同意批准了。成化二年七月十五日（1466年8月25日）朱肇煇薨逝，享年七十九，儿子惠王朱泰堪嗣位。

## 家庭

### 妻
- 王妃嚴氏，中兵马指挥嚴敬之女。

### 妾
- 夫人刘氏
- 夫人傅氏
- 夫人蔡氏

### 子
- 庶長子：安丘靖恭王朱泰坾
- 嫡第二子[3]：魯世子→魯惠王朱泰堪
- 庶第三子：樂陵恭惠王朱泰𡒊
- 嫡第四子：鉅野僖順王朱泰墱
- 庶第五子：東阿端懿王朱泰壄
- 嫡第六子：鄒平莊靖王朱泰塍

### 女
- 長女：诸城郡主，仪宾赵瑄
- 第二女：文登郡主，仪宾孔希恭
- 第三女：郓城郡主，仪宾李让
- 第四女：福山郡主，仪宾汤文瓒
- 第五女，早卒未封

## 墓葬
鲁靖王墓位于山东省邹城市大束镇官厅村北五云山之麓，距离其父鲁荒王墓5公里。出土有《鲁王圹志》一合，现存孟庙泰山气象门东侧北壁。由篆盖和志石两合组成。篆盖高75厘米，宽74厘米。篆书2行每行2字。字径高0.29米，宽0.25米。石面有黄斑，左侧中上部边缘有残损，但不影响字迹。周有阴线刻龙纹饰。志石高74厘米，宽75厘米。志文楷书，共21行，每行18字。周有阴线刻龙纹饰。保存完好。

[篆蓋]魯王壙誌

[誌文]魯王壙誌

王讳肇煇，鲁荒王之子，母戈氏。洪武二十一年六月十二日生，二十三年五月十三日封为世子，永乐元年三月初二日袭封鲁王。成化二年七月十五日以疾薨。享年七十有九。

讣闻，上辍视朝三日，遣官致祭，谥曰靖，命有司治丧葬如礼。

妃严氏，中兵马指挥敬之女。子六人：泰堪封世子，泰坾封安丘，泰𡒊封乐陵，泰墱封钜野，泰壄封东阿，泰塍封邹平，皆郡王。女五人，封诸城、文登、郓城、福山，皆郡主。第五女未封，早丧。孙男一十九人，阳铸封世孙，阳鐆、阳蓥、阳镡皆封各郡王长子，阳鎜、阳𨧳、阳鍾、阳錧、阳鑗、阳鉥、阳锱、阳镖皆封镇国将军，阳鍓、阳䤭、阳铢、阳钺、阳𨮖、阳鋑、阳鎕皆未封。孙女一十五人，封栖霞、章丘、朝城、蒲台、莱芜、棠邑、泗水、益都、鱼台、寿张，皆县主，五人未封。曾孙男一十四人，曾孙女一十人，皆幼。以本年十一月十六日葬于邹县五云山之原。

呜呼！王生长亲藩，早承爵位，宜享遐寿，而遽止于斯，岂非命耶！爰述其概，纳诸幽圹，用垂不朽云。